# İsmail Küçükkaya
İsmail Küçükkaya (né le 20 octobre 1972 à Simav) est un journaliste turc.

## Parcours
Il a commencé comme journaliste au journal Hürriyet, en 1991. En 2005, il passe dans l'équipe d'un autre quotidien, Akşam. Il en est rédacteur en chef en 2008, mais démissionne de ses fonctions après les événements du Gezi Park en juin 2013. İsmail Küçükkaya présente les nouvelles du matin de Fox TV, précédemment présentées par  Fatih Portakal et İrfan Değirmenci, depuis le 2 septembre 2013.
Il est l'auteur de deux ouvrages, en 2008 Cumhuriyetimizi Dair [Concernant notre République] et en 2012 Cumhuriyet'in İlk Yüzyıl [Le premier siècle de la République].